# Bayersk øl
Bayersk øl er en undergæret øltype, der er opstået i Bayern, og som blev populær i Danmark fra midten af 1800-tallet.
Den første danskproducerede bayerske øl blev lanceret 1836 fra bryggeriet Grut & Høyer, drevet af Thomas Charles Grut og Carl Wilhelm Høyer i Odense, men produktionen stoppede allerede i 1842, da firmaet lukkede og afhændede bryggeriet. Det var brygger J.C. Jacobsen på Carlsberg i København som etablerede en permanent produktion af øltypen i Danmark i 1847. Bayersk øl var bl.a. med hensyn til lagring mere krævende end hvidtøl, og det krævede ekspertise at brygge det, hvad de fleste danske bryggere ikke besad. Efterspørgslen efter Jacobsens bayerske øl var så høj, at mange andre bryggerier fulgte efter og en del nye opstod.
Sammensætningen af Gamle Carlsberg Lagerøl er efter endt Lagring omtrent følgende: 90,3% Vand, 4,3% Alkohol, 5,3% Ekstrakt. Og Ekstrakten bestaar igen af: 21% Maltose, 51% Dextrin.
Betegnelsen bajer stammer fra Bayern, men da pilsnertypen sidst i 1800-tallet slog igennem, hang benævnelsen fast, og i dag brygges der ikke mange "bajere" i Danmark.
I 1993 blev øltypen Classic lanceret i Danmark. Classic er en moderne udgave af den klassiske bajerske øl, og de fleste større danske bryggerier har en variant af typen i deres sortiment.